# Vienna International Centre
Vienna International Centre (VIC), også kendt som UNO-City (FN-by), blev bygget i Wiens 22. bydel Donaustadt mellem 1973 og 1979 efter planer af arkitekten Johann Staber.
Anlægget har en grundform som et Y, og er bygget sådan, at de forskellige bygninger ikke gensidigt stiller hinanden i skygge. Bygningerne er beliggende på et område på 17 hektar, og indeholder tilsammen 230.000 kvadratmeter. Det højeste tårn er 120 meter højt med 28 etager. 
I 1983-87 blev et konferencecentrum, Austria Center Vienna, bygget (ligeledes af Staber), og byen blev dermed udbygget. Dette gav mulighed for at rumme op til 9500 deltagere til konferencer.
Siden år 2005 har en saneringsproces været i gang for at uskadeliggøre asbesten, der blev anvendt under byggeriet. I den forbindelse bliver også en ny konferencebygning, M, bygget. Denne skal være erstatning for den nuværende konferencefløj, mens denne bliver saneret. Saneringen forventes afsluttet i 2012.